# GGB (Unternehmen)
GGB (vormals IHG, danach Glacier Garlock Bearings, danach GGB Bearing Technology) stellt wartungsfreie und marginal geschmierte Gleitlager und tribologische Polymerbeschichtungen für verschiedene Industrien und Anwendungen her. Das Unternehmen verfügt über Produktionsstätten in den USA, in Deutschland, Frankreich, der Slowakei, Brasilien und China. Das Unternehmen fertigt Metall-Polymer Gleitlager, technische Kunststoff-Gleitlager, Faserverbund-Gleitlager, metallische und bimetallische Gleitlager, Polymer Beschichtungslösungen und Anlaufplatten sowie Gleitlager Baugruppen.

## Produkte und Technologien
Zu den stärksten Wachstumstreibern des Unternehmens gehörte die Entwicklung der branchenweit ersten Metall-Polymer Gleitlager mit Sinterbronze und Polytetrafluorethylen-Laufschicht (PTFE). Diese selbstschmierenden DU Gleitlagerbuchsen, die 1956 auf den Markt kamen, werden heute noch vom Kunden spezifiziert, gefertigt, und eingesetzt. Die 1965 auf den Markt gebrachten mangelgeschmierten DX Gleitlager werden ebenfalls heute noch spezifiziert und in Anwendungen eingesetzt, in denen ein dünner Schmierfilm benötigt wird.
Zu den jüngsten Entwicklungen in der Werkstofftechnologie bei GGB zählt die Entwicklung einer Reihe von EP technischen Kunststoffgleitlagern sowie modernen bleifreien Metall-Polymerwerkstoffen wie DP4 und DP10 und DP11, die die Anforderungen von ELVVL, RoHS und WEEE zur Beschränkung gefährlicher Stoffe erfüllt. Seit 2019 bietet GGB die Standardreihe TriboShield tribologische Polymerbeschichtungen an sowie kundenspezifische TriboMate gepaarte Beschichtungen, um gleichzeitig die Systemleistung zu steigern und sowohl Reibung als auch Verschleiß langfristig zu reduzieren. Durch eine Schichtung der gleitaktiven Elemente in der Polymerbeschichtung sorgt die Schichtarchitektur für einen geringeren Reibungskoeffizienten. Die Beschichtungen bieten zudem Korrosionsschutz, Gewichts- und Platzersparnis, reduzieren die Anzahl an Komponenten und vereinfachen das Gesamtsystem. Durch Einsatz der tribologischen Lösungen kann bei vielen Anwendungen außerdem auf den Einsatz von Schmierfett- oder Öl verzichtet werden.

## Anwendungsfelder und Branchen
Die Gleitlager von GGB werden weltweit für eine Vielzahl anspruchsvoller und hochtechnischer Anwendungen eingesetzt. Nennenswert sind z. B. die DU Lager, die ein wichtiges Bauteil des Bohrers sind, mit dem der Curiosity-Rover der NASA Bodenproben auf dem Mars entnimmt. Sie dienen im Curiosity-Rover als Hauptaufhängungskomponenten der für den Erfolg der Mission entscheidenden Bohrspindel. Die DX Lager werden z. B. im Lokomat Pro eingesetzt, einem funktionellen robotergestützten Gangtrainer zur Steigerung der Mobilität von Menschen mit neurologischen Erkrankungen oder nach Unfällen.
Weiterhin findet man GGB Gleitlager in der Gateshead Millennium Bridge (monometallische wartungsfreie Gleitlager GGB-DB), in den Stemmtoren im Panamakanal (halbkugelförmige Gussbronzelager GGB-DB) und im Xiangjiaba-Wasserkraftwerk (Faserverbund-Gleitlager HPM und HPF).
Die Gleitlager des Unternehmens werden in der Automobilindustrie, der Luft- und Raumfahrt, für Land- und Baumaschinen, in der Allgemeinen Industrie und Fluidtechnik,  für Freizeitgeräte, im Energiesektor, für Öl & Gas, Primärmetallindustrie und in vielen weiteren Industriezweigen eingesetzt. Typische Anwendungsfelder der Polymerbeschichtungen sind Magnete, Pumpen und Hydrauliksystemen, beschichtete Spindeln für die Höhen- und Längenverstellung, Sitzlehnen und Schienensysteme, sowie Schiebeverriegelungen.

## Firmengeschichte
Die Anfänge von GGB reichen zurück bis ins 19. Jahrhundert, als seine Produkte in Dampfkolben von Industrieanlagen eingesetzt wurden. Im 21. Jahrhundert durfte das Unternehmen schließlich miterleben, wie seine modernen Metall-Polymer Gleitlager mit dem Curiosity-Rover der NASA auf den Mars flogen.

### Chronik
1887: Olin J. Garlock erfindet ein System zum Abdichten von Kolbenstangen in industriellen Dampfmaschinen in Palmyra, New York.
1899: Findlay und Battle gründen „Findlay Motor Metals“. Das Unternehmen wird zwei Jahre später in „Glacier Antifriction Metal Company“ umbenannt.
1910 – 1920: Beginn der Herstellung von Gleitlagern infolge der steigenden Nachfrage nach Verbrennungsmotoren.
1955: Patentierung eines Beschichtungsverfahrens poröser Sinterbronze. Kurz danach beginnt die Produktion der branchenweit ersten Metall-Polymer Gleitlager.
1956: Einführung von DU®, den weltweit ersten Metall-Polymer Gleitlagerbuchsen mit Stahlrücken, Bronze und PTFE-Laufschicht.
1958: Garlock Inc. wird als Glacier Distributor in den USA gegründet.
1965: Markteinführung der mangelgeschmierten DX®-Metall-Polymer Gleitlager für fett- und ölgeschmierte Anwendungen.
1970 – 1980: Glacier gibt Technologie-Lizenzen an mehrere Gleitlagerhersteller im Ausland aus. Lizenznehmer sind u. a.: SIC (Frankreich) und Garlock Bearings (USA).
1974: Startschuss für das Stranggießen der SICAL-Baureihe aus Aluminiumlegierungen und die hochpräzise Bearbeitung von Pumpenbrillen in Dieuze, Frankreich.
1976: Glacier und Garlock Inc. gründen eine Joint-Venture-Gesellschaft: Garlock Bearings Inc.
1978: Einführung der Faserverbund-Gleitlager Gleitlagermaterialien in den USA, einschließlich GAR-MAX.
1986: Markteinführung des Metall-Polymer Buchsen HI-EX für Hochtemperaturanwendungen.
1995: Einführung der bleifreien DP4-Metall-Polymer Gleitlagerbuchsen für Pkw-Stoßdämpfer und andere hydraulische Anwendungen. Einführung von DP4-B mit Bronzerücken zur Verbesserung der Korrosionsbeständigkeit.
1996: Markteinführung der neuen EP Gleitlager aus technischen Kunststoffen.
2002: Die Goodrich Corporation gliedert ihre Abteilung für technische Industrieprodukte aus, wodurch  EnPro Industries Inc. entsteht, die heutige Muttergesellschaft
2003: Einführung der bleifreien DP31 Metall-Polymer Buchsen mit verbesserter Leistung unter geschmierten Bedingungen. Glacier Garlock Bearings verstärkt seine Aktivitäten in Asien.
2004: Glacier Garlock Bearings ändert seinen Namen in GGB Bearing Technology. Eröffnung des neuen Fertigungswerkes in Sučany, Slowakei.
2007: Einführung von SBC (Sealed Bearing Cartridges) für Off-Highway-Maschinen und -Anwendungen.
2008: Eröffnung einer Fertigungsstätte in Suzhou, China; das neue DX10 Gleitlagermaterial gewinnt den Produktinnovationspreis von Frost & Sullivan in den Lastkraftwagenklassen 7–8.
2009: Faserverbund-Gleitlager werden im europäischen und asiatischen Markt eingeführt; GGB North America wird nach AS9100DC (dem Standard der Luftfahrtindustrie für Qualitätsmanagementsysteme) zertifiziert.
2010: Einführung der bleifreien DP10 und DP11 Metall-Polymer Gleitlager zur Leistungssteigerung unter mangelgeschmierten oder trockenen Bedingungen.
2012: Das selbstschmierende, bearbeitbare DTS10 Metall-Polymer Gleitlagermaterial wird für die Bereiche Fluidtechnik und Kompressoren eingeführt. GGB Gleitlager landen an Bord des NASA-Rovers Curiosity auf dem Mars.
2013: Einführung der neuen selbstschmierenden metallischen Gleitlager GGB-CSM und GGB-CBM sowie der zweiteiligen technischen Kunststoffgleitlager mit Doppelbund FLASH-CLICK.
2014: Einführung einer Serie von selbstschmierenden Sinterbronze- und Sintereisenbuchsen, wie GGB-BP25, GGB-FP20 und GGB-SO16. Drei Werke feiern Jubiläum: Das deutsche Werk in Heilbronn und das französische in Dieuze ihr vierzigstes, das Werk im slowakischen Sučany sein zehntes.
2015: Einführung der selbstschmierenden faserverstärkten HPMB Faserverbund-Gleitlager mit bearbeitbarer Laufschicht und der bleifreien bimetallischen GGB-SZ Gleitlager. Das US-Werk für fasergewickelte Lager aus Thorofare zieht an einen größeren Standort in der Nähe um.
2018: Namensänderung in GGB. Einführung des selbstschmierenden tribologischen EP30 Kunststoffgleitlagermaterials für hydrodynamische Anwendungen.
2019: GGB stellt eine neue Reihe an tribologischen Polymerbeschichtungen sowie gepaarte Beschichtungen vor. Das UV-beständige EP15 Gleitlager Material wird für die Solar- und Outdoorindustrie vorgestellt. Das eigens konzipierte PyroSlide 100 Hochtemperaturgleitlager hält Temperaturen bis 800 °C stand.
Im November 2022 wurde GGB von der Timken Company übernommen.